# Giovanni Paternò

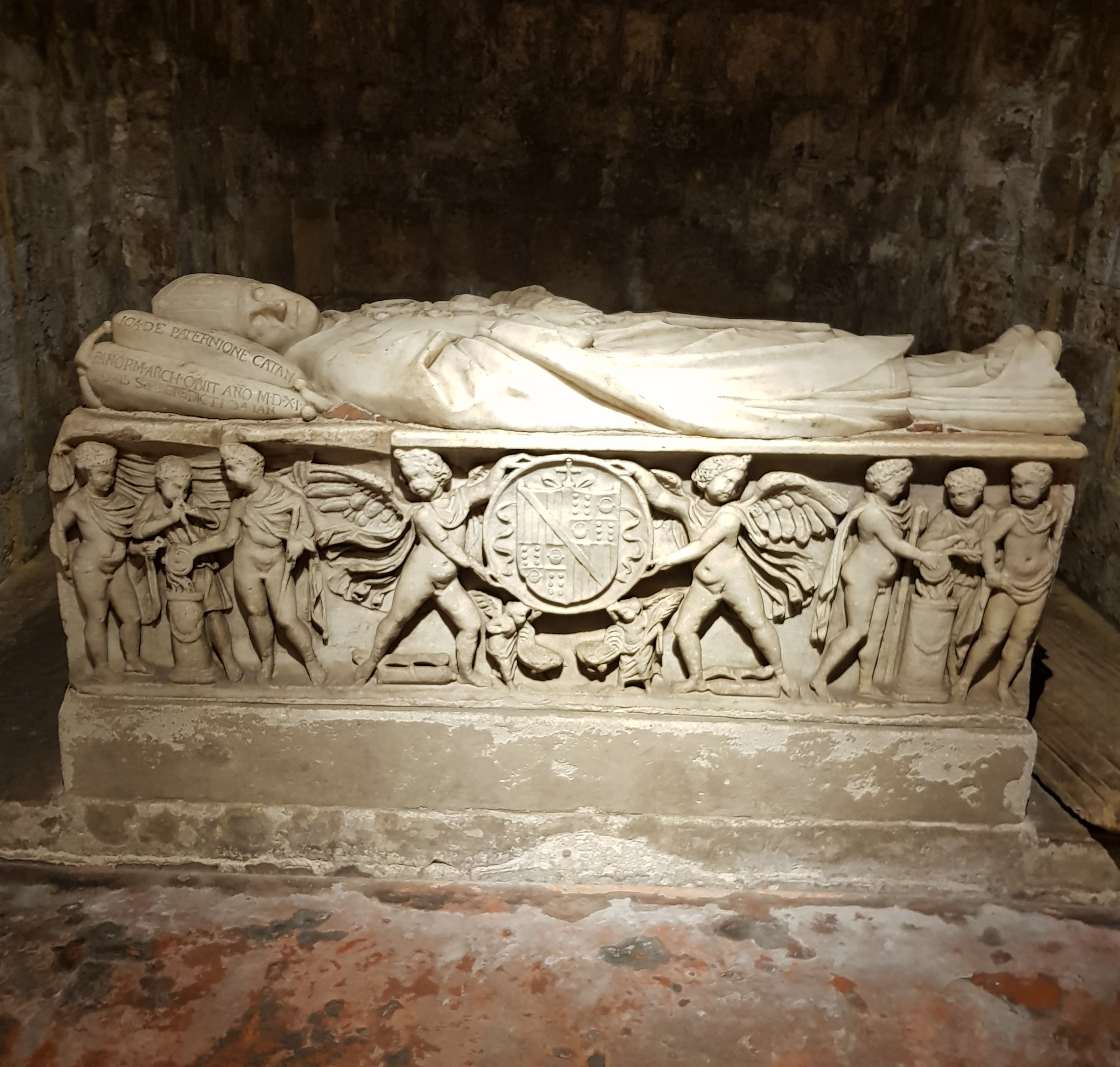
Sarkophag des Erzbischofs Giovanni Paternò in der Krypta des Doms von Palermo

Giovanni Paternò OSB († 24. Januar 1511 in Palermo; auch Giovanni Paternione) war ein italienischer Geistlicher und Erzbischof von Palermo.
Er wurde am 8. Januar 1479 zum Bischof von Malta ernannt. Die Bischofsweihe spendete ihm am 31. Januar 1479 in der römischen Kirche San Lorenzo in Lucina Kardinal Giovanni Battista Zeno, Bischof von Vicenza; Mitkonsekratoren waren Erzbischof Marco von Colossae (Rhodos), und  Giuliano Maffei (Matteis) OFM, Bischof von Bertinoro.
Am 6. Juli 1489 wurde er zum Erzbischof von Palermo erhoben.
Die liegende Figur des Erzbischofs auf einem antiken Sarkophag ist ein Werk von Antonello Gagini, bei dem Paternò auch die Ausstattung des Presbyteriums in Auftrag gegeben hatte, von der nur noch Reste erhalten sind.